# Gekko badenii
Gekko badenii (гекон золотистий, гекон баденський або гекон Уліковського) — вид ящірок родини Геконові (Gekkonidae), поширений у В'єтнамі.
Вперше для науки описаний українськими герпетологами М. М. Щербаком та О. Д. Некрасовою у 1994 році.
Нерідко утримується тераріумістами в домашніх умовах, для чого активно відловлюється у природі. В той же час перебуває під загрозою зникнення, занесений у Червоний список Міжнародного союзу охорони природи з категорією «Endangered», зустрічається лише у трьох локалітетах.
Назва тварини походить від назви гори Чорної Діви (в'єтнамською Núi Bà Đen), на якій були виявлені перші відомі екземпляри цього виду. Відповідно, назву ящірки можна також перекласти як гекон Чорної Діви.